# 鼓坂村
鼓坂村（つづみさかむら）は、かつて新潟県北蒲原郡にあった村。

## 沿革
- 1889年（明治22年）4月1日 - 町村制施行に伴い北蒲原郡鼓岡村、坂井村、熱田坂村、宮久新田の区域を以って北蒲原郡鼓坂村が発足。
- 1901年（明治34年）11月1日 - 黒川村・坪江村と合併し、改めて黒川村が発足。同日鼓坂村廃止。